# Fotballklubben Gjøvik-Lyn
Il Fotballklubben Gjøvik-Lyn è una società calcistica norvegese con sede nella città di Gjøvik. Milita nella 2. divisjon, la terza divisione del campionato norvegese. Gioca le proprie partite casalinghe al Gjøvik Stadion.

## Storia
La squadra è stata fondata nel 1902 su iniziativa di Benjamin Lingjerde, che si è poi avvalso della collaborazione di Hans Lindgjerde, M.Mevold, Halfdan H. Klevrud, Konrad W. Nordby e Sverre Ihle. La società è stata fondata col nome Sportsklubben Thor, ma già a partire dall'anno successivo è stato adottato il nome Sportsklubben Gjøvik-Lyn. La prima competizione calcistica ufficiale è stato il Norgesmesterskapet 1908, il cui il Gjøvik-Lyn è stato sconfitto dal Lyn Oslo. Nello stesso anno, Frithjof Skonnord è stato il primo calciatore del club ad essere convocato nella Nazionale norvegese.
La squadra è poi arrivata fino alla finale del Norgesmesterskapet 2014, venendo sconfitta per 4-2 dal Frigg. Negli anni trenta, il Gjøvik-Lyn ha sostenuto una tournée in Danimarca nel corso della quale ha affrontato anche la Nazionale austriaca in un test amichevole. Nel 1949, la squadra ha cambiato il suo nome in Fotballklubben Gjøvik-Lyn su direttiva della Norges Fotballforbund, per evitare fraintendimenti con il Lyn Oslo che utilizzava un nome simile. Negli anni cinquanta, il Gjøvik-Lyn ha giocato la maggior parte delle stagioni nella Landsdelsserien, all'epoca seconda divisione del campionato locale.
Nel 1962, il Gjøvik-Lyn ha conquistato la vittoria finale nell'edizione locale del Norgesmesterskapet e contemporaneamente ha guadagnato la promozione nella massima divisione. In virtù di questo risultato, la squadra ha partecipato alla Coppa delle Coppe 1963-1964, venendo eliminata nel doppio confronto dai ciprioti dell'APOEL Nicosia. La squadra è poi retrocessa dalla massima divisione al termine del campionato 1963.
Successivamente, il Gjøvik-Lyn si è limitato a giocare nelle divisioni inferiori del campionato norvegese. Nel 1993, il Gjøvik-Lyn ed il Gjøvik Sportsklubb si sono accordati per una fusione e hanno adottato nuovamente il nome di Sportsklubben Gjøvik-Lyn, scegliendo come colori sociali il rosso e il nero.
Dal 2009 la prima squadra del Gjøvik-Lyn e quella del Vardal hanno effettuato una fusione andando a formare il Gjøvik Fotballforening. Il 23 settembre 2013, Gjøvik e Gjøvik-Lyn hanno scelto di cambiare denominazione e colori sociali, diventando noti a partire dal 1º gennaio 2014 come Fotballklubben Gjøvik-Lyn.

## Gjøvik-Lyn nelle coppe europee
| Stagione | Competizione      | Turno       | Nazione          | Avversario | Andata | Ritorno | Totale |
| -------- | ----------------- | ----------- | ---------------- | ---------- | ------ | ------- | ------ |
| 1963-64  | Coppa delle Coppe | Primo turno | Cipro (bandiera) | APOEL      | 0-6    | 0-1     | 0-7    |

In grassetto le gare casalinghe

## Palmarès

### Competizioni nazionali
- Coppa di Norvegia: 1

1962

### Altri piazzamenti
- Coppa di Norvegia:

Finalista: 1914
Semifinalista: 1916, 1924, 1963, 1965, 1966